# Kosowo na Mistrzostwach Świata w Lekkoatletyce 2015
Kosowo na Mistrzostwach Świata w Lekkoatletyce 2015 – reprezentacja Kosowa podczas mistrzostw świata w Pekinie liczyła 1 zawodnika, który nie zdobył medalu.
Był to debiut Kosowa w lekkoatletycznych mistrzostwach świata. Federata e Atletikës së Kosovës w kwietniu 2015 roku otrzymała status tymczasowego członka IAAF-u (mimo wcześniejszego odrzucenia wniosku Kosowa o członkostwo w European Athletics), co umożliwiło start w mistrzostwach świata w 2015 roku. W sierpniu 2015 roku otrzymała status stałego członka IAAF-u.

## Występy reprezentantów Kosowa
| Konkurencja            | Zawodnik     | Runda 1  | Runda 1 | Półfinał | Półfinał | Finał    | Finał   |
| Konkurencja            | Zawodnik     | Rezultat | Pozycja | Rezultat | Pozycja  | Rezultat | Pozycja |
| ---------------------- | ------------ | -------- | ------- | -------- | -------- | -------- | ------- |
| Bieg na 800 m mężczyzn | Musa Hajdari | 1:47,70  | 21.     | NQ       | NQ       | NQ       | NQ      |